# Hackeo de Bitfinex de 2016
El intercambiador de criptomonedas Bitfinex fue pirateado en agosto de 2016.  Se robaron 119.756 bitcoins, por un valor aproximado de US$72 000 000 (equivalente a $72 000 000 en 2023) en ese momento. 
En febrero de 2022, el gobierno de EE. UU. recuperó y confiscó una parte del bitcoin robado, entonces valorado en US$3 600 000 000,  descifrando un archivo propiedad de Ilya Lichtenstein que contenía direcciones y claves privadas asociadas con los fondos robados.  Lichtenstein y su esposa, Heather R. Morgan, fueron acusados de conspiración para lavar el bitcoin robado.  En agosto de 2023, Lichtenstein admitió haber cometido el robo. Tanto Lichtenstein como Morgan se declararon culpables de blanqueo de dinero. 

## Hackeo
En agosto de 2016, el intercambiador de criptomonedas Bitfinex, con sede en Hong Kong, anunció que había sufrido una violación de seguridad.  Alrededor de 2000 transacciones aprobadas se enviaron a una única billetera desde las billeteras segregadas de los usuarios.   Inmediatamente después, el precio de negociación de Bitcoin se desplomó un 20%, lo que provocó que el valor del Bitcoin robado cayera a US$58 000 000.  Después de enterarse de la infracción, Bitfinex detuvo todos los retiros y transacciones de Bitcoin  y dijo que estaba rastreando a los autores del ataque.  Los clientes de Exchange, incluso aquellos cuyas cuentas no habían sido violadas, vieron reducido su saldo en un 36% y recibieron tokens BFX en proporción a sus pérdidas.  Luego se restringió el acceso de la bolsa a los pagos y retiros en dólares estadounidenses. El hack ocurrió a pesar de que Bitfinex estaba asegurando los fondos con BitGo, que utiliza seguridad de firmas múltiples . 
En julio de 2023, Bitfinex trabajó con el Departamento de Seguridad Nacional para recuperar alrededor de 315.000 dólares en efectivo y criptomonedas robados en la violación de 2016. Los fondos se redistribuirán a los poseedores de los tokens de derecho de recuperación de Bitfinex, monedas digitales emitidas a personas que sufrieron pérdidas financieras debido al hack. 

## Lavado
Pequeñas cantidades de dinero comenzaron a salir de la billetera única a principios de 2017 a través del mercado AlphaBay para lavarlo. Después de que AlphaBay fuera cerrado por la policía internacional encabezada por el FBI, el dinero fue desviado al mercado ruso Hydra. El cierre de AlphaBay puede haber dado a las autoridades acceso a los registros de transacciones internos del servicio para conectar piezas. 
En febrero de 2022, una pareja de Nueva York, Ilya Lichtenstein (34 años) y su esposa Heather R. Morgan (31 años),  fueron acusadas por las autoridades federales de EE. UU. de conspirar para lavar bitcoin, que entonces valía US$3 600 000 000 .   Cada uno de los dos enfrenta una sentencia máxima de 20 años de prisión por conspiración para lavar dinero, y una sentencia máxima de cinco años por conspiración para defraudar a los Estados Unidos.   Ninguno de los dos fue acusado de cometer el hackeo.  Las fuerzas del orden pudieron adquirir una orden de registro para un servicio de almacenamiento en la nube utilizado por Lichtenstein, obteniendo una hoja de cálculo con las direcciones de billetera vinculadas al hackeo y sus contraseñas. Una de las billeteras tenía alrededor de 94.000 Bitcoin. Como las transacciones se registraron en la cadena de bloques, las fuerzas del orden pudieron rastrear el dinero y obtener las contraseñas les permitió confiscarlo.    Fueron acusados en el caso con un documento conocido como información, que es un tipo de documento de acusación que los fiscales federales suelen utilizar cuando los acusados han aceptado declararse culpables. 
Algunos de los fondos se trasladaron a cuentas financieras más tradicionales y se utilizaron en oro, NFT y una tarjeta de regalo de Walmart gastada en viajes de Uber y una PlayStation.  Aunque se convirtieron cientos de millones de dólares a moneda fiduciaria, el 80% del Bitcoin todavía estaba en la billetera original en el centro del hack. 
Poco después del arresto de la pareja, Netflix encargó una serie documental que cubrirá la historia de los crímenes de Lichtenstein y Morgan. 
En agosto de 2023 ambos se declararon culpables. Lichtenstein admitió además haber cometido el robo. 